# منتخب إسبانيا لهوكي الحقل للسيدات
منتخب إسبانيا لهوكي الحقل للسيدات هو ممثل إسبانيا الرسمي في رياضة هوكي الحقل للسيدات.

## سجل المشاركات

### الألعاب الأولمبية الصيفية
| - 1980: لم يتأهل - 1984: لم يتأهل - 1988: لم يتأهل - 1992: ميدالية ذهبية - 1996: المرتبة 8 | - 2000: المرتبة 4 - 2004: المرتبة 7 - 2008: المرتبة 10 - 2012: لم يتأهل |

### بطولة العالم لهوكي الحقل للسيدات
| - 1974: المرتبة 6 - 1976: المرتبة 5 - 1978: المرتبة 8 - 1981: المرتبة 10 - 1983: لم يتأهل - 1986: المرتبة 11 | - 1990: المرتبة 5 - 1994: المرتبة 8 - 1998: لم يتأهل - 2002: المرتبة 8 - 2006: المرتبة 4 - 2010: المرتبة 12 |

### بطولةأوروبالهوكي الحقل للسيدات
| - 1984: المرتبة 7 - 1987: المرتبة 5 - 1991: المرتبة 6 - 1995: الوصيف - 1999: المرتبة 5 | - 2003: الوصيف - 2005: المرتبة 4 - 2007: المرتبة 4 - 2009: المرتبة 4 - 2011: المرتبة 4 |